# Asamankese
Asamankese er en by i det sydlige Ghana, beliggende nordvest for hovedstaden Accra. Byen har et indbyggertal på cirka 34.000. 